# Schneider Wibbel

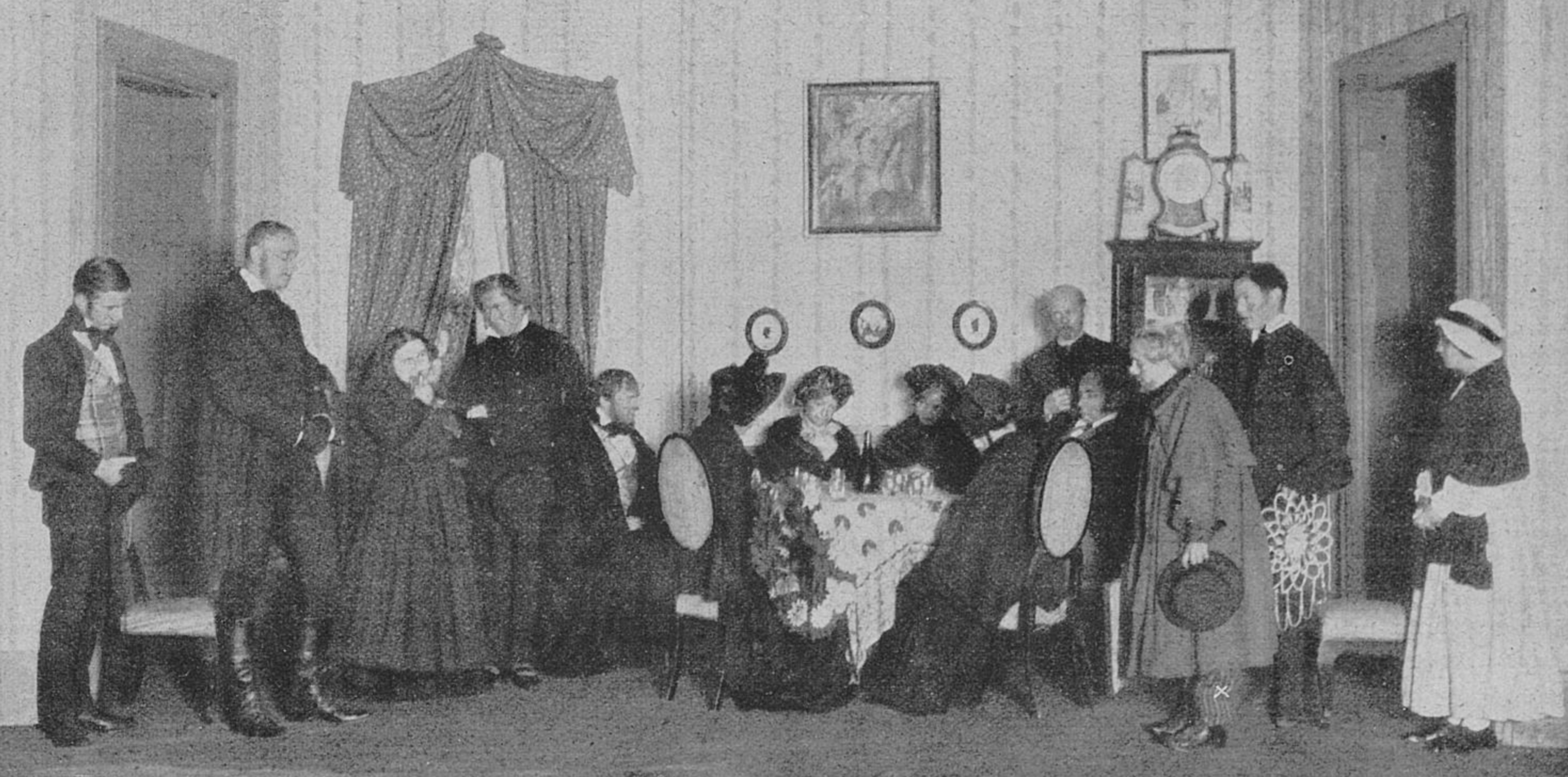
Schneider Wibbel, Szene aus dem 4. Akt: Trauergesellschaft in der guten Stube, Schauspielhaus Düsseldorf, August 1913

Schneider Wibbel ist der Titel eines Theaterstückes von Hans Müller-Schlösser, das am 14. Juli 1913 am Schauspielhaus Düsseldorf uraufgeführt wurde.

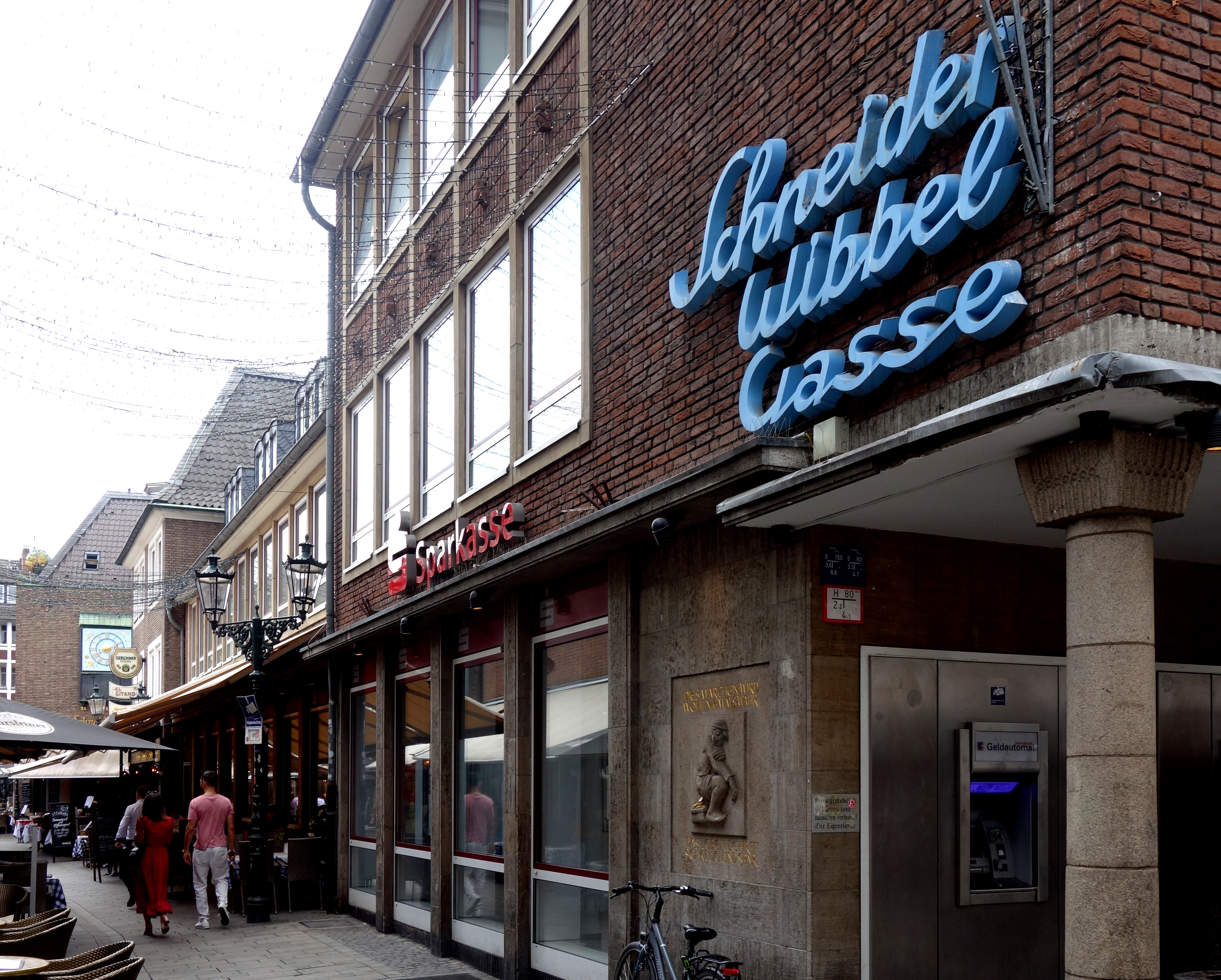
Blick von der Bolkerstraße in die Schneider-Wibbel-Gasse in Düsseldorf

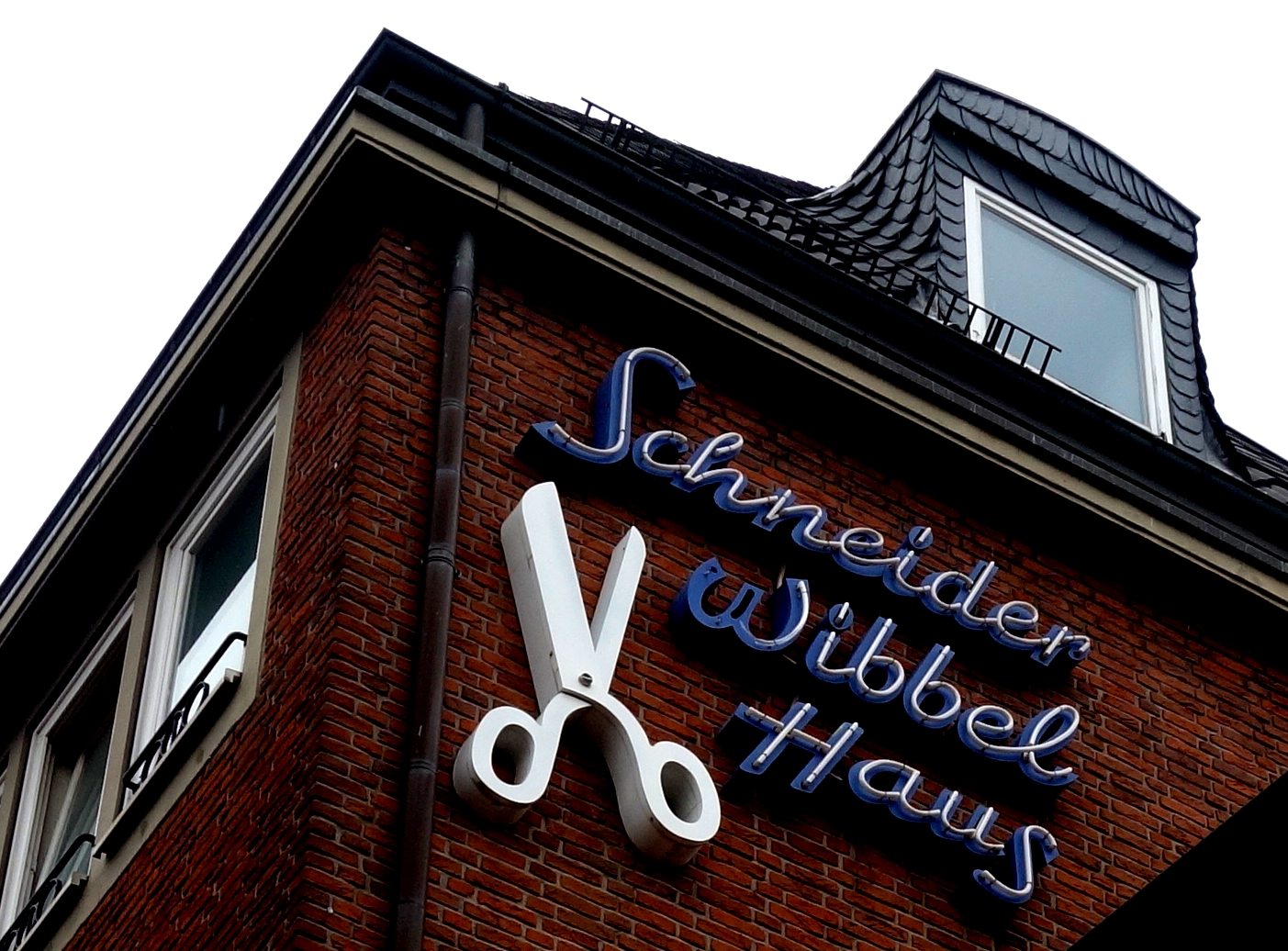
Leuchtschrift am Schneider-Wibbel-Haus in Düsseldorf

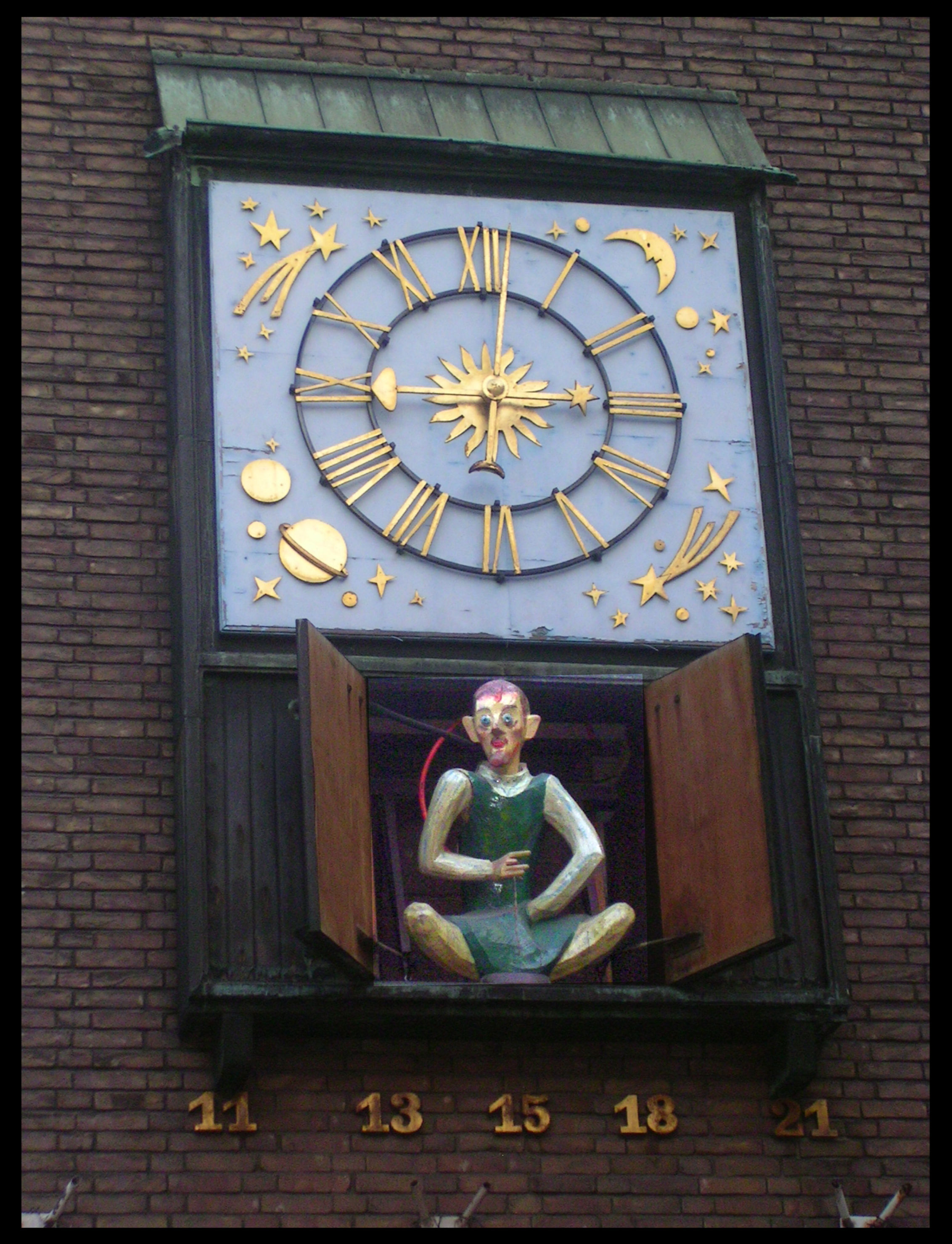
Schneider-Wibbel-Spieluhr in der Düsseldorfer Schneider-Wibbel-Gasse

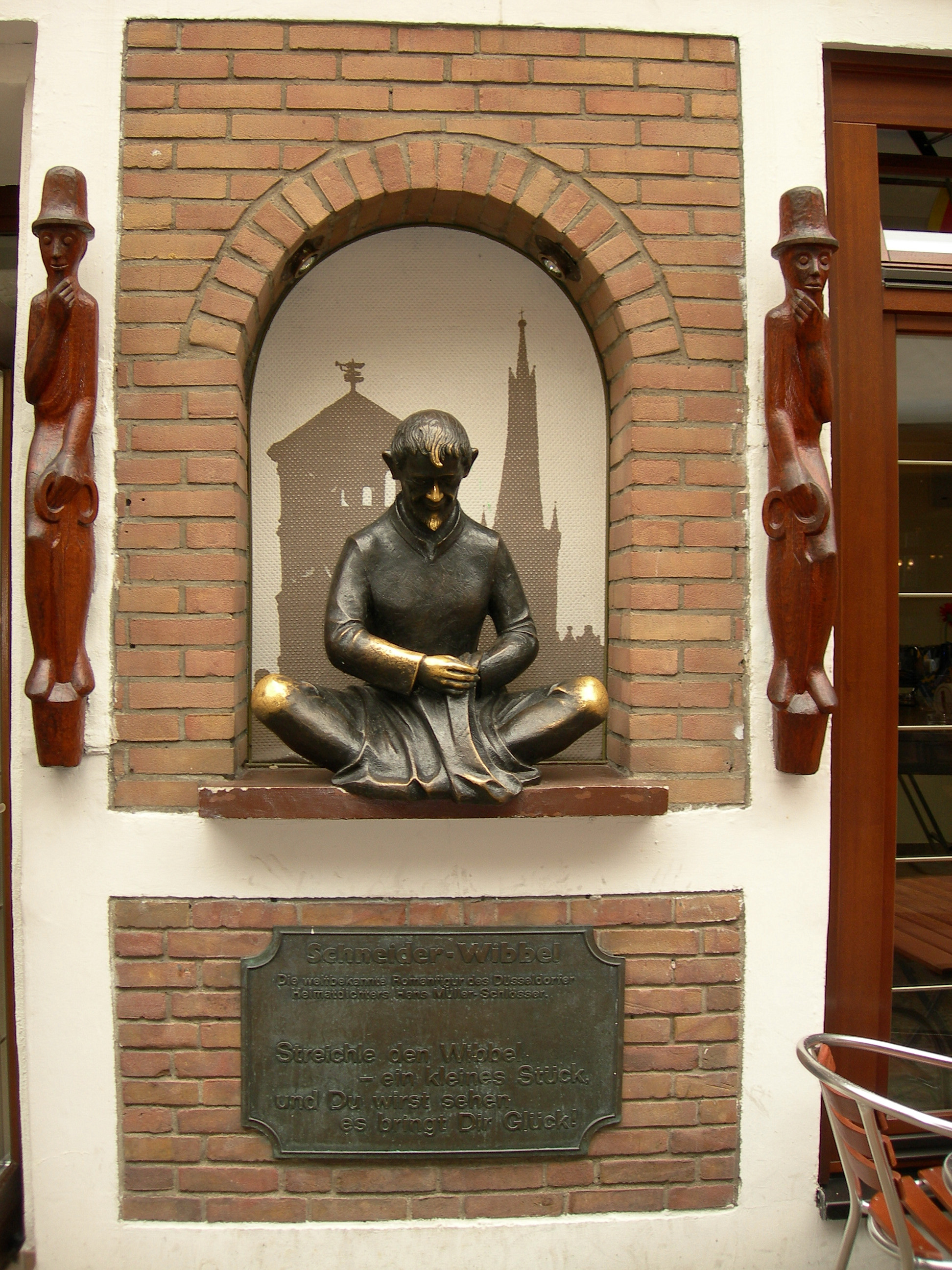
Schneider-Wibbel-Statue

## Handlung
Die Geschichte geht nach Angaben des Autors auf eine wahre Begebenheit in Berlin zur Zeit des Königs Friedrich Wilhelm IV. zurück. Ein Bäckermeister war nach einer Messerstecherei im Rausch zu einer mehrwöchigen Gefängnisstrafe verurteilt worden. Er überredete seinen Gesellen, statt seiner die Strafe abzusitzen. Dieser starb jedoch im Gefängnis, so dass nun der Meister als tot galt. Als dies bekannt wurde, erfuhr auch der König davon und begnadigte den Bäcker.

Müller-Schlösser verlegte den Ort der Handlung in seine Heimatstadt Düsseldorf in die „Zeit der französischen Besatzung“ Anfang des neunzehnten Jahrhunderts und machte aus dem Bäcker einen Schneider. Inspiriert war er dabei vermutlich von der Figur des Schneiders Kilian aus dem Werk Das Buch Le Grand von Heinrich Heine. Das Vergehen, für das sich der Schneider Anton Wibbel zu verantworten hat, ist nun die Beleidigung des Kaisers Napoleon. Auch hier stirbt der Geselle, während er für seinen Meister die Haftstrafe absitzt. Als der Schneidermeister Wibbel mit seiner Frau Fin vom Fenster aus seiner eigenen Beerdigung zuschaut, fällt der oft zitierte Satz: 
„Nä, watt bin ich für ’ne schöne Leich“.
 Der amtlich als tot geltende Schneider kehrt als sein eigener Zwillingsbruder zurück.

## Rezeptionsgeschichte
1926 erschien eine Fortsetzung der Geschichte unter dem Titel Wibbels Auferstehung.
An der Bühne des Düsseldorfer Schauspielhauses wurde der Schneider Wibbel über tausendmal von Paul Henckels gespielt, hierbei übernahm seine Frau Thea Grodtczinsky die Rolle der Fin Wibbel. Das Stück wurde auch an vielen anderen deutschen Bühnen aufgeführt. Günter Grass setzte dem Düsseldorfer Schauspieler Karl Brückel für seine Meisterrolle als Schneider Wibbel in seinem Roman Hundejahre ein literarisches Denkmal. Das Düsseldorfer Schauspielhaus führte das Stück 2010/2011 und 2015 mit Moritz Führmann in der Hauptrolle im Savoy Theater auf.
Der Komponist Mark Lothar schrieb – basierend auf dem Drama – die Oper Schneider Wibbel, die 1938 an der Staatsoper Unter den Linden in Berlin uraufgeführt wurde.
Bei der Uraufführung im Jahr 1913 soll auch der später sehr populäre Schriftsteller B. Traven aufgetreten sein. Traven, bürgerlich Otto Feige, arbeitete von 1913 bis 1915 unter dem Namen Ret Marut als Schauspieler am Düsseldorfer Schauspielhaus.

### Verfilmungen
Die Geschichte wurde achtmal verfilmt, hierunter sind zwei Theateraufführungen, die im Fernsehen gezeigt wurden.
- 1920: Als Stummfilm der Eiko Film, Berlin des Filmproduzenten Franz Vogel. Die Filmregie führte Manfred Noa. Das Ehepaar Wibbel spielten Hermann Picha und Margarete Kupfer. Weitere Schauspieler waren Gustav Trautschold als Schneidergeselle Mölfes, Wilhelm Diegelmann als Förster Grimm, Loo Hardy als Tochter Karoline Grimm, Christian Sigmund Elfeld als Gefängnisinspektor und Meinhard Maur als Gefängnisschließer. Die Kamera führte Paul Adler, das Szenenbild entwarf Karl Machus.[2]
- 1931: Paul Henckels führte Regie und übernahm die Hauptrolle, seine Ehefrau Thea Grodtczinsky spielte die Fin. Weiterhin wirkten mit: Wolfgang Zilzer als Schneidergeselle Zimpel, Harry Berber als Mölfes, Ferdinand Hart als Heubes – Oberst der Schützengarde, Hermann Vallentin als Meunier, Hugo Fischer-Köppe als Stadtpolizist, Friedrich Ettel als Küfermeister Krönkel, Fritz Odemar als Fitzke, Maria Krahn als Frau Fitzke, Max Wilmsen als Pangdich, Gaston Briese als Knipperling, Albert Walter als Fläsch – Hausierer, Till Klockow als Hopp-Majänn, Ferdinand von Alten als Piccard, Wilhelm Graefe als Wirt, Josef Dahmen als Sohn des Wirts und Franz Stein als Nachtwächter. Die Musik war von Willy Schmidt-Gentner. Kamera führte Willy Hameister. Die Uraufführung erfolgte am 5. Januar 1931.[3]
- 1939: Unter der Regie von Viktor de Kowa mit Erich Ponto und Fita Benkhoff in den Titelrollen. Das Drehbuch schrieben Bobby E. Lüthge und Helmut Käutner.
- 1954: Paul Henckels und seine Frau Thea Grodtczinsky übernahmen ein zweites Mal die Titelrollen, diesmal in einer Verfilmung für das Fernsehen. Weiterhin spielten Richard Assmann als Küfermeister Krönkel, Curt Faber, Georg Hilbert und Carl Raaf als Wibbels drei Gesellen, Hans Bosenius als Hausierer Fläsch, Käthe Wendführ als Bänkelsängerin Hopp-Majänn, Heinz Koppmann als Blechschläger Pangdich, Karl Müller als Fitzke, Margarethe Fröhlich als Fitzkes Frau, Kai Möller als Polizist, Wilhelm Pilgram als Knipperling, Wirt „Zum schwarzen Anker“, Wolfgang Blum als Schäng, dessen Sohn, Friedrich Schütze als Picard, einem französischen Beamten, und Klaus Schaller als Küster.[4]
- 1956: Titel: Das Sonntagskind. In der Verfilmung mit Heinz Rühmann in der Hauptrolle wurde die Handlung der Geschichte des „Schneider Wibbel“ in das Nachkriegsdeutschland der britischen Besatzungszone verschoben. In der Zeit um die Währungsreform geschieht hier der Gefängnisaufenthalt infolge des Tragens einer britischen Armeeuniform bei der Altweiberfastnacht. Ein britisches Militärgericht verurteilt den Schneider Wibbel zu einer Haftstrafe. Im Gefängnis stirbt sein Geselle Mattes. Er tritt als sein eigener Zwillingsbruder Jimmie Wibbel auf. Interessant ist der Titel „Das Sonntagskind“, der die Bedeutungswandlung des Begriffs in der Geschichte wiedergibt. Regie führte Kurt Meisel. Es spielten Hannelore Bollmann als Fin Wibbel, Werner Peters als Mölfes, Günther Lüders als Mattes, Walter Giller als Bosty McMillar, Carla Hagen als Mariechen und Ellen Waldeck als Großmutter.
- 1959: Unter der Regie von Peter Hamel mit Lucy Millowitsch, Willy Millowitsch, Hans Müller-Westernhagen und Heinz Bennent.
- 1961: Für das Fernsehen mit Willy Millowitsch.
- 1980: Eine Fernsehübertragung aus dem Hamburger Ohnsorg-Theater unter der Regie von Wolf Rahtjen mit Fritz Hollenbeck, Ursula Hinrichs, Jens Scheiblich und Hanno Thurau. Die niederdeutsche Bearbeitung stammte von Günther Siegmund.

### Hörspiele
Nach 1945 wurden auch sechs Hörspiele produziert:
- 1947 vom RIAS Berlin, mit Paul Henckels und Thea Grodtczinsky – Regie: Hanns Korngiebel
- 1948 vom NWDR Köln, mit Erich Ponto und Lucy Millowitsch – Regie: Wilhelm Semmelroth
- 1950 vom SWF, mit Paul Henckels und Thea Grodtczinsky – Regie: Karlheinz Schilling,
- 1955 vom ORF unter dem Titel Schneider Wippel, mit Hermann Thimig und Mizzi Tesar – Regie: Erich Schwanda,
- 1962 vom WDR, mit Erich Ponto und Lucy Millowitsch – Regie: Wilhelm Semmelroth
- 1967 vom WDR, mit Josef Meinertzhagen und Elsa Faurel

### Erinnerungskultur in Düsseldorf

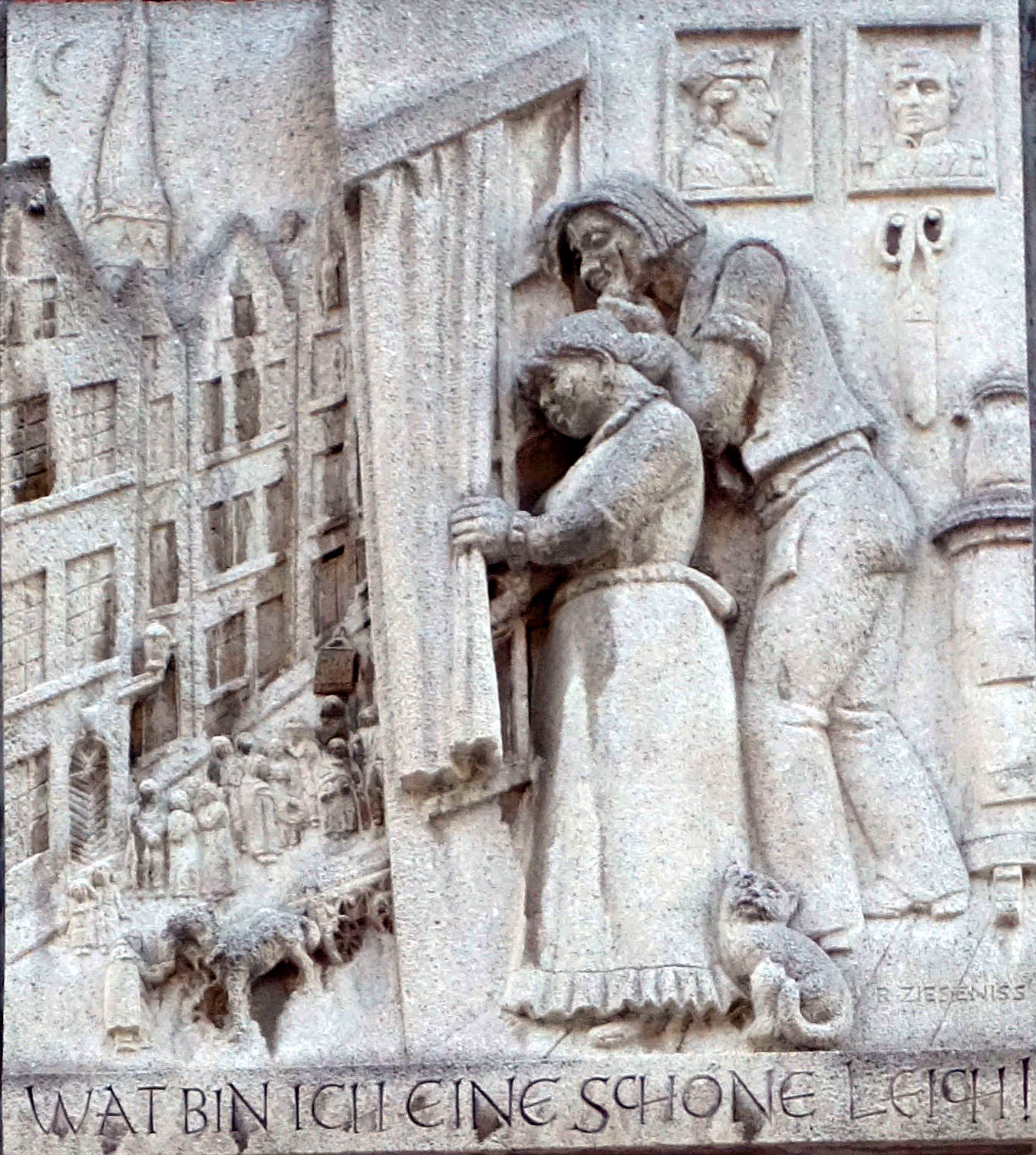
Relief am Schneider-Wibbel-Haus
„Wat bin ich eine schöne Leich!“

Das Theaterstück ist in Düsseldorf sehr populär. In der Düsseldorfer Altstadt steht in der Bolkerstraße, Ecke Schneider-Wibbel-Gasse, das 1955 erbaute Schneider-Wibbel-Haus. Die Schneider-Wibbel-Gasse entstand 1957, von Architekten entworfen, an der Stelle der kriegszerstörten Einkaufspassage des Warenhauses Hartoch. Das etwa 100 Meter lange, nach dem Vorbild der Bremer Böttcherstraße erbaute Straßenstück verbindet die Bolkerstraße mit der Flinger Straße. Gasse und Haus wurden von dem Kinounternehmer Franz Röder errichtet, der etliche Hinweise auf das beliebte Theaterstück anbringen ließ.

#### Bolkerstraße Ecke Schneider-Wibbel-Gasse
- Drei Büsten an der Fassade des Schneider-Wibbel-Hauses erinnern an den Autor Hans Müller-Schlösser sowie an das Schauspielerehepaar Paul Henckels und Thea Grodtczinsky, den beiden Darstellern des Ehepaares Wibbel. Geschaffen wurden die Porträts von dem Bildhauer Rudolf Christian Baisch.
- Oberhalb der Büsten zeigt ein großes Relief des Bildhauers Rudolf Zieseniss folgende Theaterszene: den Leichenzug und das Ehepaar Wibbel, das hinter dem Vorhang steht und den Zug beobachtet; darunter der Ausspruch des Schneiders: Wat bin ich eine schöne Leich!.
- An der Rückseite des Hauses ist unter dem Giebel eine große Schere abgebildet sowie der Häusername Schneider Wibbel Haus.
- Mehrere Arkadenssäulen zeigen das Relief Anton Wibbel im Schneidersitz.

#### Schneider-Wibbel-Gasse
In allen Häusern der Schneider-Wibbel-Gasse befinden sich Restaurants mit spanischer Küche. Initiator war der etwa 1975 aus Spanien gekommene Gastwirt Primo Lopez. Im Alter von 25 Jahren eröffnete er sein erstes Lokal in der Gasse. Als in den 1980er Jahren die Lokale nach und nach in Konkurs gingen, eröffnete er fast jedes Jahr ein neues Lokal auf der Straße, gehörten ihm irgendwann rund 20 Gaststätten, im Jahr 2024 waren es noch zwei. Ein weiterer Anziehungspunkt ist das Filmkunststudio Cinema, früher Bali, mit knapp 200 Sitzplätzen. Der Kinosaal wurde 1957 von Franz Röder erbaut.
- In der Gasse steht, schräg gegenüber dem Schneider Wibbel Haus, eine kleine, etwas abgegriffene bronzene Statue des Schneiders, ein Werk von Kurt Räder. Ihr wird nachgesagt, sie zu berühren bringe Glück. Sie weist daher an Nase, Hand und Knien blanke Stellen auf. In den Falten des Stoffs versteckt sich, sehr unauffällig, eine kleine Maus. Im Hintergrund der Figur sind die Spitzen des Schlossturmes und des Kirchturmes St. Lambertus abgebildet. Über der Statue steht auf einer Tafel 60 Jahre Schneider-Wibbel-Gasse 1957–2007. In Gedenken an ihren Gründer FRANZ RÖDER 1901–1992.
- Verschiedene farbige Reliefs an einem anderen Gebäude zeigen Requisiten aus dem Theaterstück, wie einen Napoleonshut, Trommel und Schneiderutensilien.
- An einer in die Straße hineinragenden Hausquerwand befindet sich eine große Spieluhr. Fünfmal am Tag öffnen sich zwei Türen, es erscheint eine Schneider-Wibbel-Figur im Schneidersitz, sie benutzt eine Nadel als Taktstock für die zu hörenden Melodien. Die Uhrzeiten dieser Spielszene sind unter der Uhr als große Zahlen angebracht: 11 13 15 18 21. Darunter hängt ein großer Schriftzug Schneider Wibbel mit einer überdimensionalen Nadel.

#### Aufregung im Jahr 2010
Im August 2010 sorgte Schneider Wibbel erneut kurzfristig für Aufregung, als in der nach ihm benannten Gasse der unter der Spieluhr befindliche Schriftzug Schneider Wibbel entfernt und durch den Firmennamen eines dort neu eingezogenen Lokals ersetzt wurde. Obwohl es sich bei dem Schriftzug nicht um ein Kulturdenkmal handelte, sondern um das Werbeschild einer Gaststätte dieses Namens, die sich über Jahrzehnte an dieser Stelle befand, sorgte der plötzliche Wechsel für viel Unmut.
Mitarbeiter der Rheinischen Bühne Düsseldorf fanden den Schriftzug am Schrottcontainer eines Werbemittelherstellers in Solingen. Nachdem das Schild bei der Theater-Neuaufführung des Schneider-Wibbel-Stückes als Dekoration verwendet worden war, hat es der von der Aufregung überraschte Besitzer des Lokals wieder unter der Spieluhr anbringen lassen.

#### Das Flugzeug „Schneider Wibbel“
Das Flugzeug Fokker F27-100 mit der Baunummer 10200 wurde am 16. Juli 1963 an die LTU International Airways, Sitz in Düsseldorf, mit dem Kennzeichen D-BAKE ausgeliefert und am 1. Oktober mit dem Namen „Schneider Wibbel“ versehen. Am 1. April 1972 wurde das Flugzeug an die niederländische Fluggesellschaft KLM vermietet, die es noch am gleichen Tage an ihre Tochtergesellschaft NLM als PH-KFC weitergab. Im April 1975 wurde die Maschine gekauft und bekam den neuen Namen „Willem Versteegh“.